# Киевский ипподром
Киевский ипподром (укр. Київський іподром) — ипподром расположенный в городе Киев. Ипподром много раз менял своё место расположения. 
Общества курировавшие ипподром: сначала «Киевское Общество испытаний лошадей» затем «Общества испытаний лошадей», впоследствии «Киевское общество охотников конского бега».

## История

### Лукьяновский ипподром

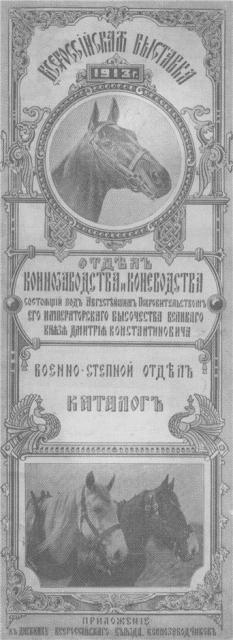
Каталог Всероссийской конной выставки в Царском саду в Киеве, 1913 год

1867 году в городе Киеве официально признали конный спорт. Это было заслугой «Киевского общества испытаний лошадей». Первый ипподром был деревянный и находился на Лукьяновке. С 1915 была построена кирпичная трибуна. В 1939 году трибуна была реконструирована.

### Печерский ипподром
Печерский ипподром находился по адресу (до 1902 года): улица Эспланадная. Позже в том здании расположилась Всеукраинская академия сельскохозяйственных наук (ул. Суворова, 9).

### Сырецкий ипподром
Сырецкий ипподром находился на Скаковом поле.

### Центральный ипподром Украины
В 1960 году начато строительство нового Центрального ипподрома Украины.
Современный Киевский ипподром был построен в 1962—1969 годах (по проекту архитекторов В. Н. Шермана, Г. П. Маркитяна, Ю. Н. Пискуненко, и И. С. Телюк, и инженеров В. В. Кобкин и Г. П. Абросимова), имел первоначальный адрес — проспект 40-летия Октября, 140. В 1970-е годы напротив начал строиться ледовый стадион, рядом — жилой массив Теремки. 
После переименования проспекта в 1982 году, адрес Киевского ипподрома — проспект Академика Глушкова, 10.

## Проблемы функционированния
В мае 2014 года тогдашний председатель Киевской городской государственной администрации Владимир Бондаренко хотел на месте ипподрома расположить торговый центр IKEA. Работники киевского ипподрома обращались за помощью к киевлянам и всем гражданам Украины, впоследствии ипподром удалось отстоять. На данный момент ипподром нормально функционирует. 

## Иллюстрации

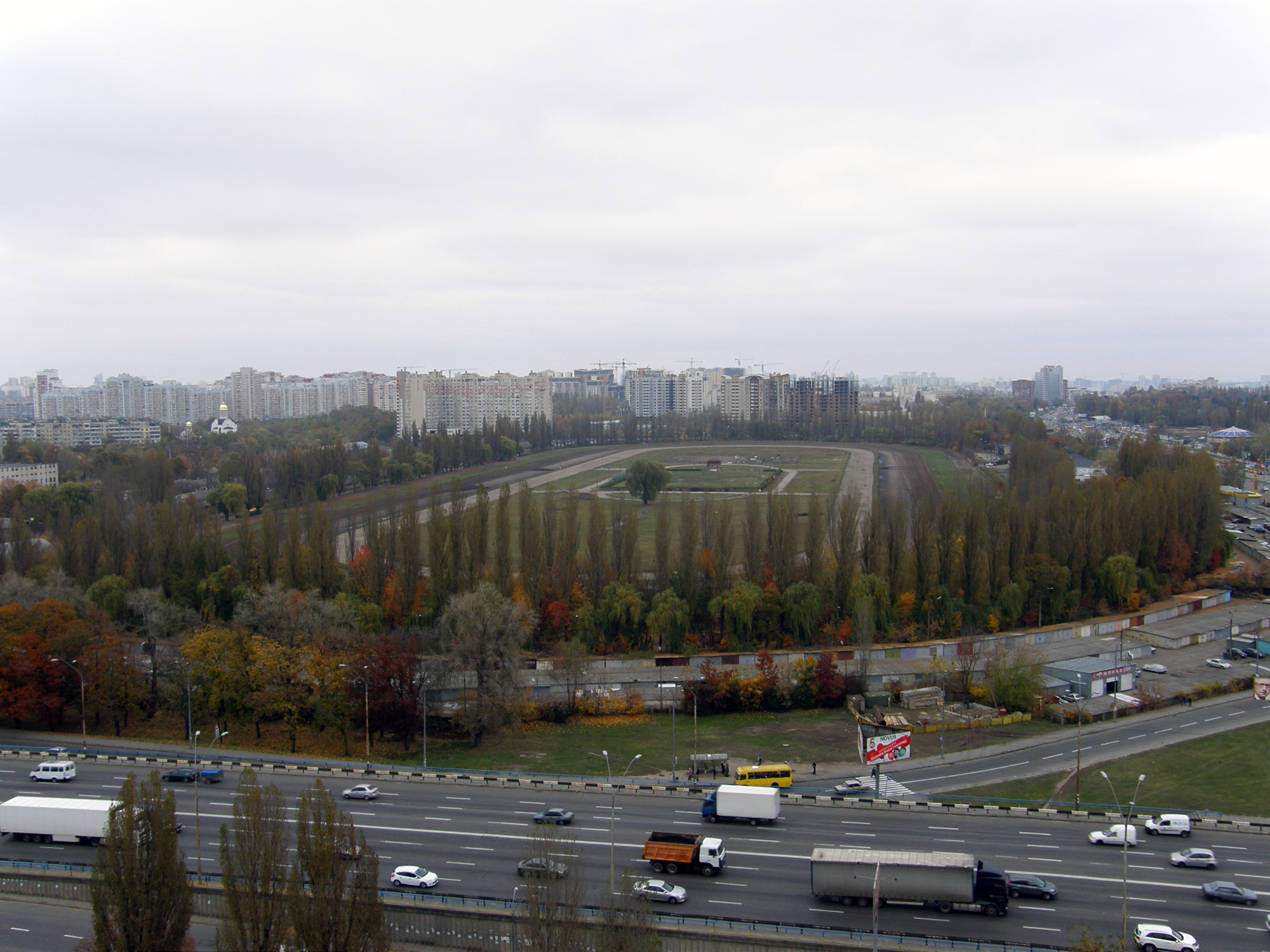
Общий вид
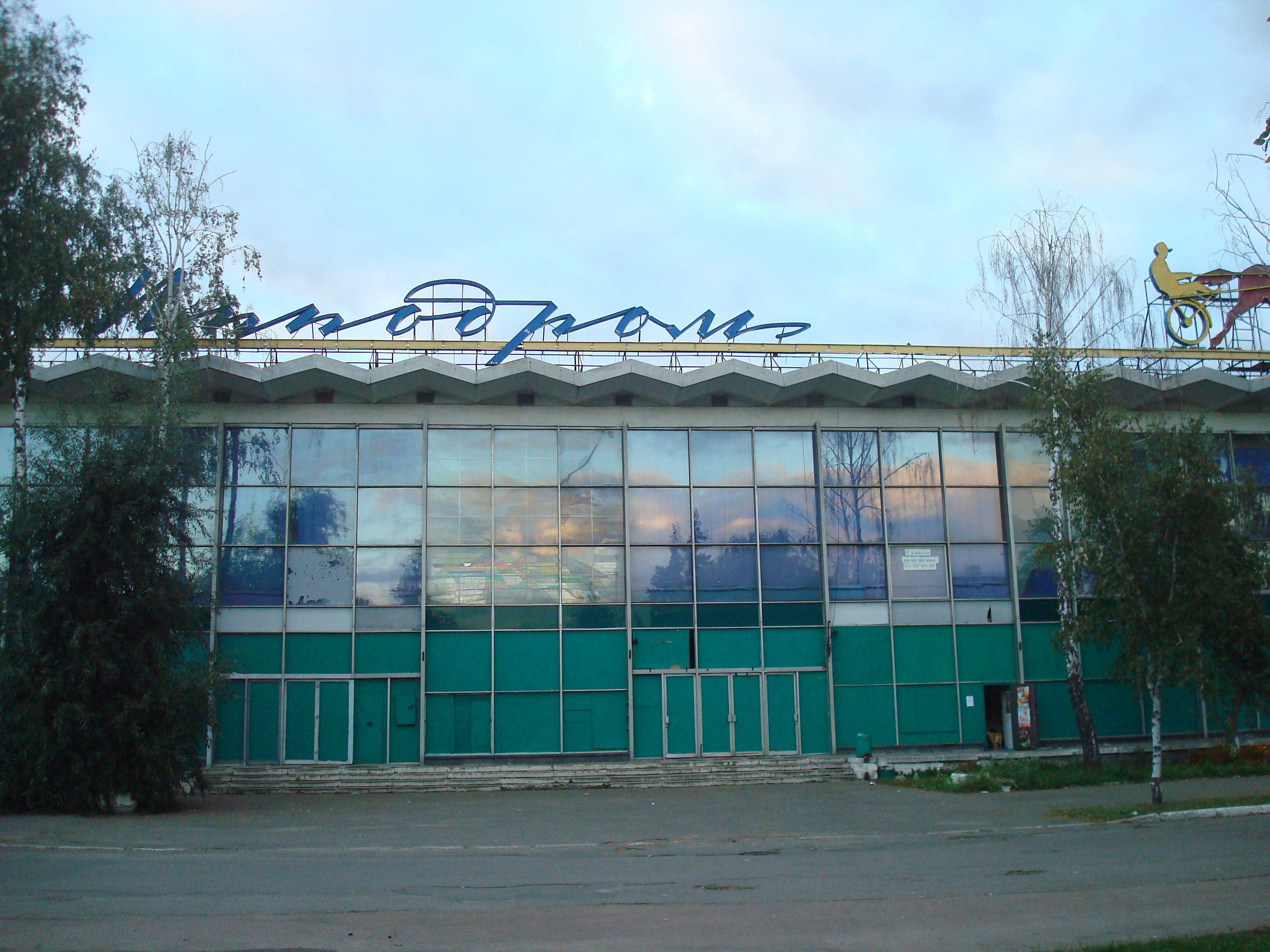
Фасад
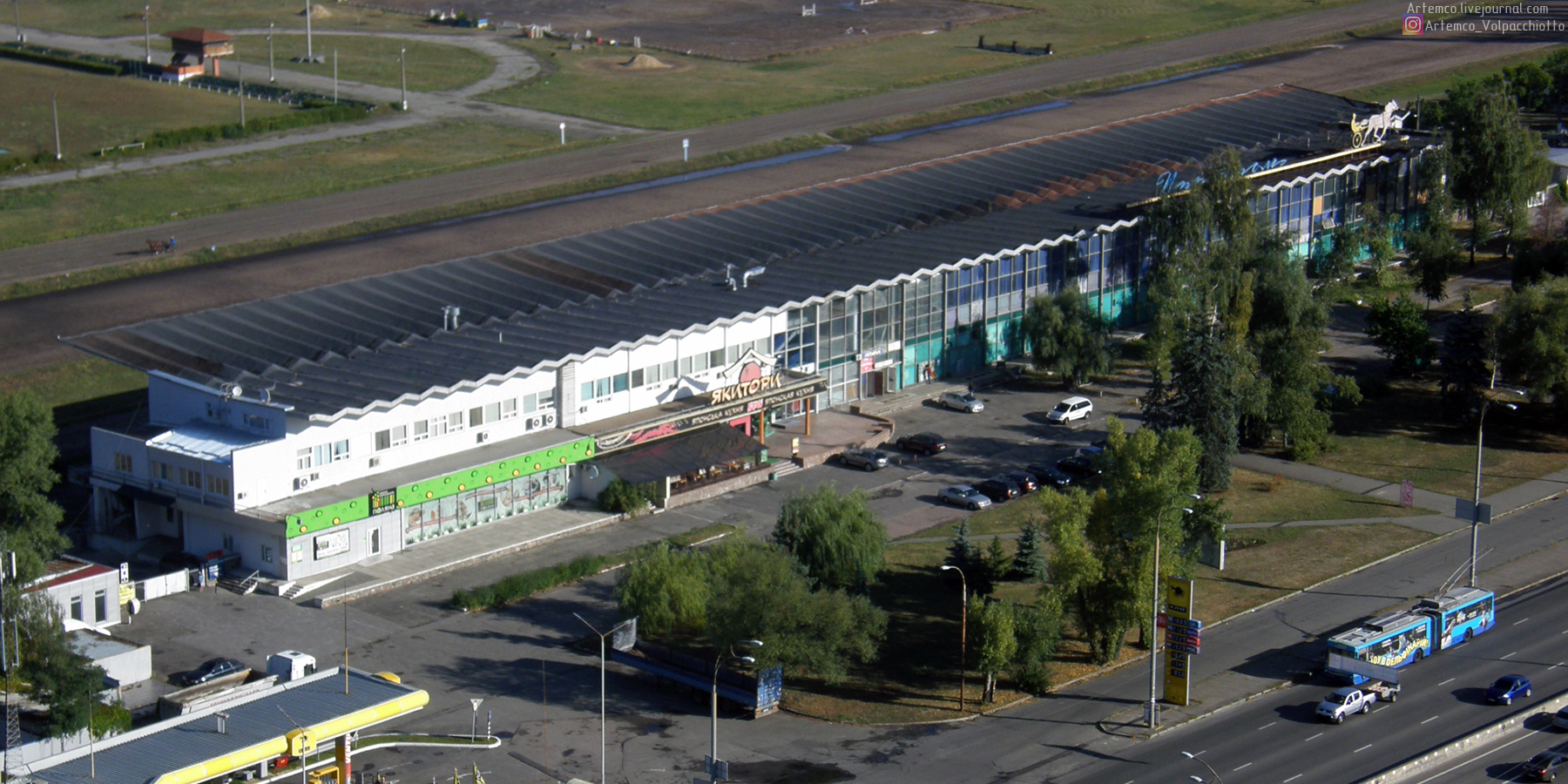
Трибуна
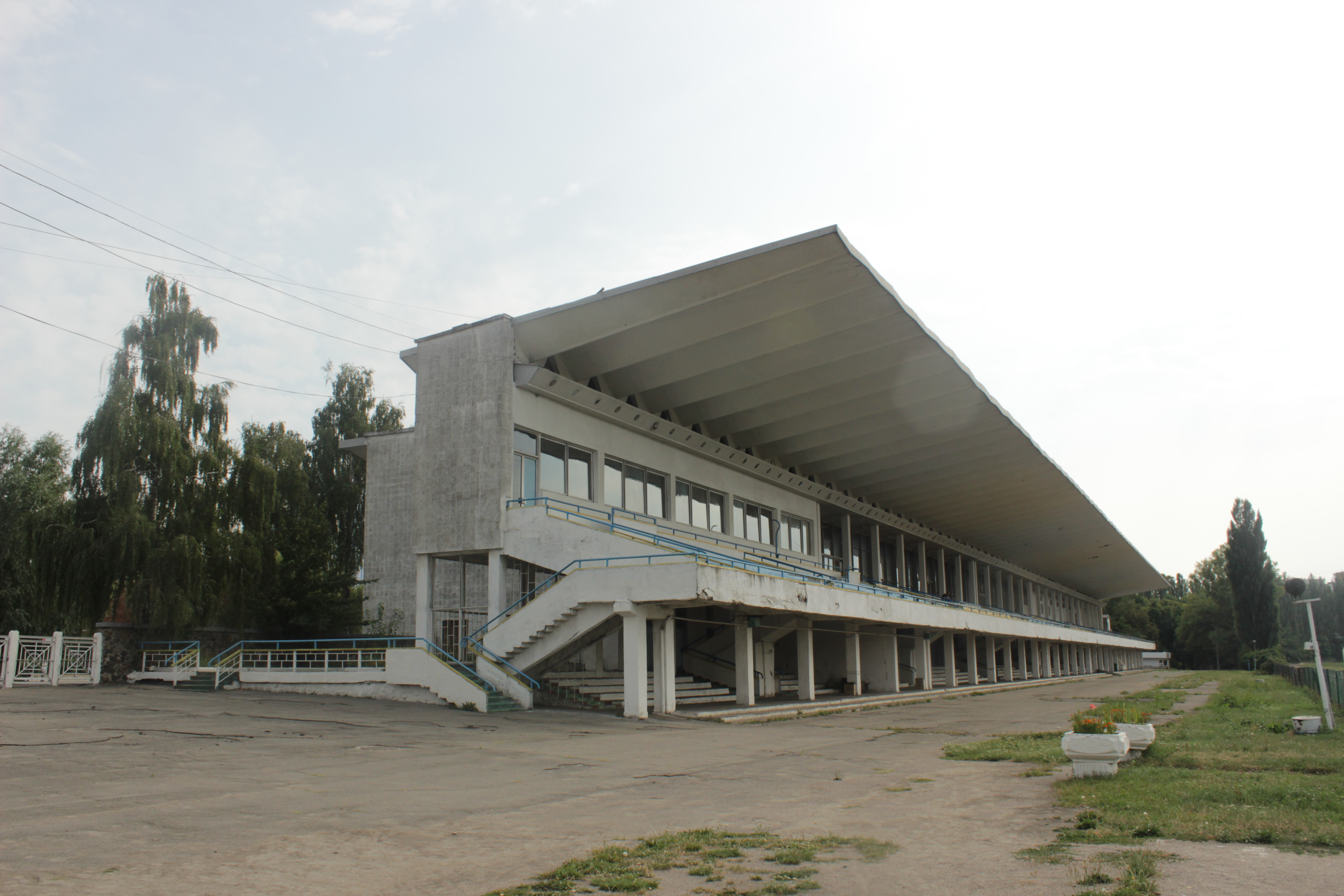
Трибуна
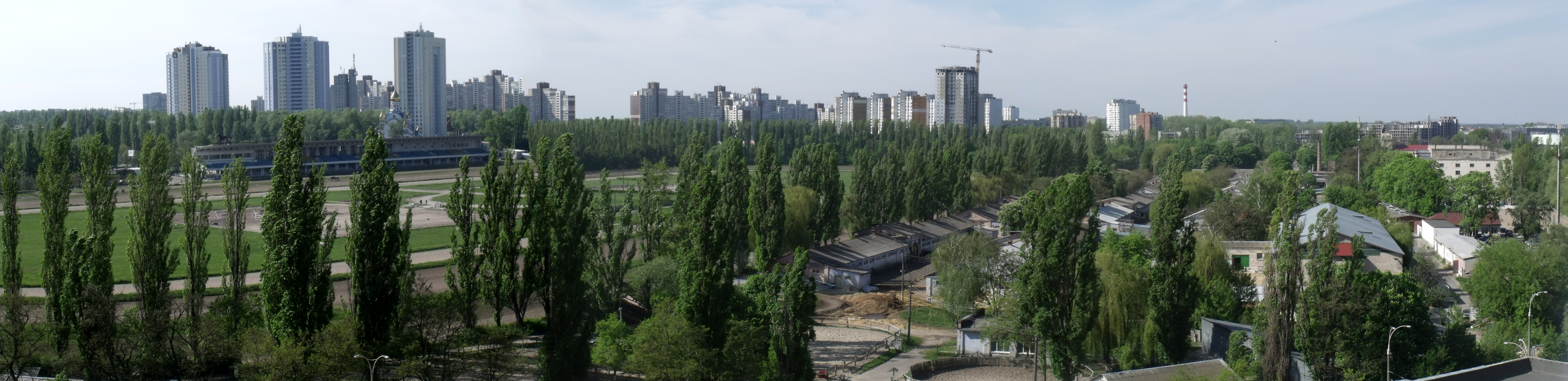
Справа — конюшни